# You Wear It Well (Rod Stewart)
You Wear It Well is een single van Rod Stewart. Het is afkomstig van zijn album Never a dull moment. Stewart en Martin Quittenton schreven samen eerder Maggie May. In Nederland en België verschenen twee versies op de markt. De combinatie You Wear It Well met Los Paraguayos en You Wear It Well met Twistin' the Night Away.

## Hitnotering
Stewart had een groot succes in eigen land met deze single. Het was zijn tweede nummer 1-hit aldaar na Maggie May en stond twaalf weken in de hitparade. In de Verenigde Staten haalde het de dertiende plaats in de Billboard Hot 100. De twee verschillende versies leverden noch in Nederland noch in België een plaats in de hitparades op, het kwam in Nederland niet verder dan de tipparade.

### NPO Radio 2 Top 2000
You Wear It Well stond alleen in 1999 in de NPO Radio 2 Top 2000, op plek 1968.